# Villespy
Villespy là một xã của Pháp, nằm ở tỉnh Aude trong vùng Occitanie.
Người dân địa phương trong tiếng Pháp gọi là Villespinois.

## Hành chính
| Danh sách các xã trưởng                |                  |                |      |         |
| Giai đoạn                              | Giai đoạn        | Tên            | Đảng | Tư cách |
| tháng 3 năm 2001                       | tháng 3 năm 2008 | Patrice Albert |      |         |
| tháng 3 năm 2008                       |                  | Thierry Alibeu |      |         |
| Tất cả các dữ liệu trước đây không rõ. |                  |                |      |         |

## Thông tin nhân khẩu
| 1962                                         | 1968 | 1975 | 1982 | 1990 | 1999 |
| -------------------------------------------- | ---- | ---- | ---- | ---- | ---- |
| 309                                          | 352  | 296  | 265  | 271  | 341  |
| Số liệu từ năm 1968: Dân số không tính trùng |      |      |      |      |      |